# Quecksilberschalter
Ein Quecksilberschalter ist ein Schalter, dessen Kontaktgabe mittels Quecksilber erfolgt.

## Aufbau und Funktion

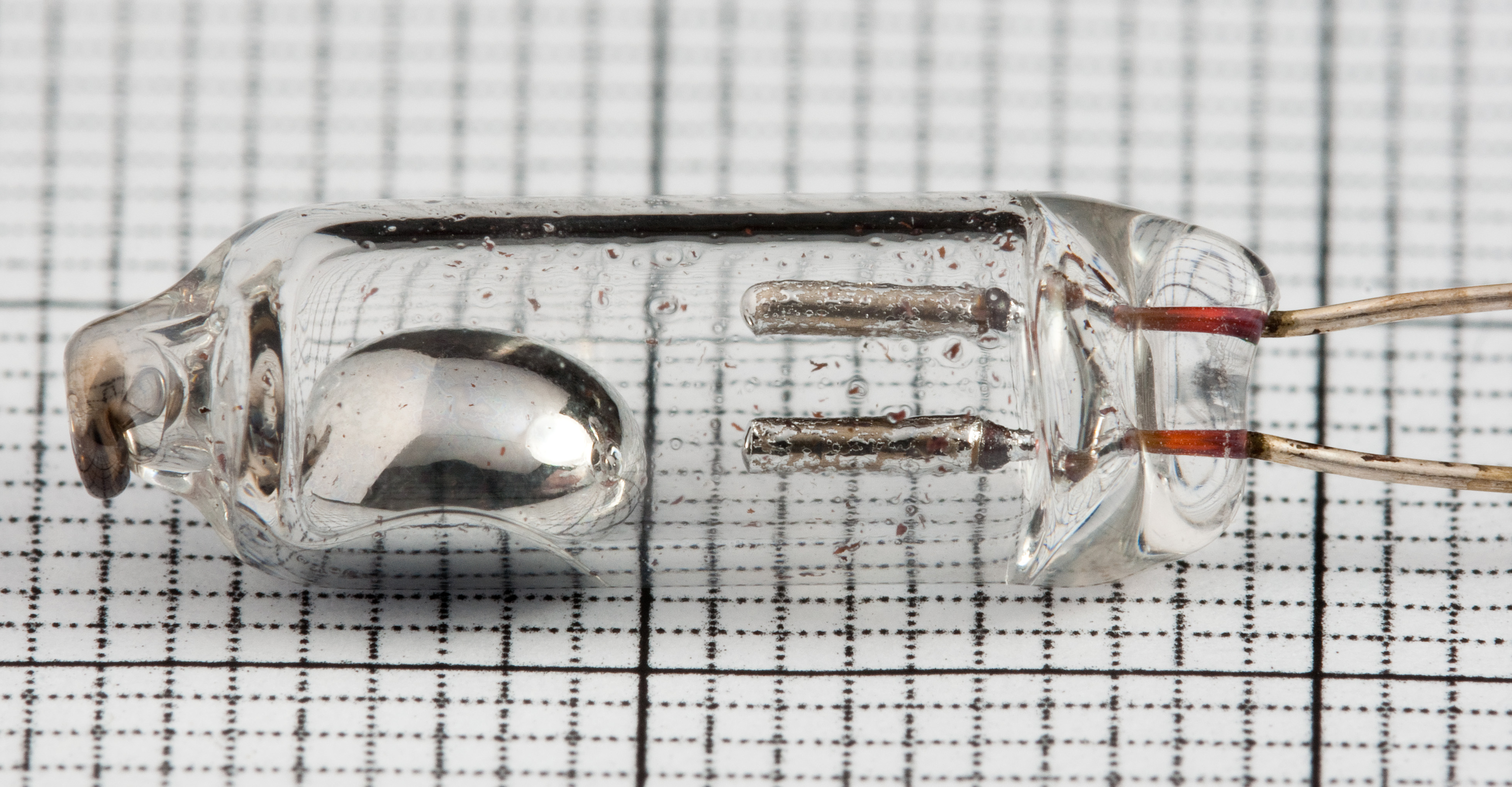
Quecksilberschalter

Funktionsprinzip eines Quecksilberschalters

Hermetisch, in der Regel in einer Glasröhre, abgeschlossen unter einem Schutzgas enthalten diese Schalter metallische Stromzuführungen und eine kleine Menge von ca. 0,1 ml bis 3 ml Quecksilber. Das elektrisch leitfähige und bei Raumtemperatur flüssige Metall Quecksilber schließt in Abhängigkeit von seiner Lage den Stromkreis. 
Quecksilber-Neigungsschalter reagieren auf Lageänderungen. Das wird ausgenutzt für Lagesensoren oder hervorgerufen zum Schalten.
Quecksilberschalter und ‑relais sind äußerst zuverlässig und können große Leistungen schalten (üblich sind bis 16 A bei 230 V~ Netzspannung). Ein Nachteil ist die Lage- und Erschütterungsabhängigkeit der Funktion. 
Die Langlebigkeit von Quecksilberschaltern auch beim häufigen Schalten großer Lasten beruht darauf, dass der Kontaktverschleiß entfällt, insbesondere dann, wenn das Kontaktpaar durch geeignete Keramikeinbauten im Behälter beidseitig aus Quecksilber besteht. Beide metallischen Stromzuführungen sind dabei ständig von Quecksilber umgeben und arbeiten nicht selbst als Schaltkontakt.
Kontaktthermometer sind vom Prinzip her ebenfalls Quecksilberschalter, werden jedoch nicht so bezeichnet. Sie können nur kleine Lasten schalten.

## Verwendung
Quecksilberschalter wurden früher als Neigungssensor, in älteren Zeitrelais, in Fallbügelreglern, in Treppenlichtautomaten und Druckschaltern (Füllstandmessung bei einer Wasserpumpensteuerung mit Kessel) verwendet. Auch die Innenbeleuchtung von Kühltruhen wurde mit einem Quecksilber-Neigungsschalter im Deckel geschaltet.
Quecksilberschalter kommen gelegentlich noch in Diebstahlsicherungen (Neigungsmelder) und Alarmanlagen zum Einsatz, werden aber auch darin bereits durch elektronische Sensoren und Schalter auf Halbleiterbasis ersetzt. Es gab auch Plattenspieler, bei denen der Antriebsmotor von einem durch den Tonarm bewegten Quecksilberschalter beim Erreichen der Endposition ausgeschaltet wurde. Weiterhin gibt es Schalter mit quecksilberbenetzten Schaltkontakten. Diese werden jedoch in der Regel nicht als Quecksilberschalter bezeichnet.
In einigen Bomben befindet sich ein Quecksilberschalter im elektrischen Zündkreis, um den Zündkreis bei Lageänderung oder Beschleunigung zu schließen und somit letztlich die Explosion der Bombe auszulösen. In einigen Landminen ist ein Quecksilberschalter Bestandteil des Aufhebeschutzes.
In den 1980er-Jahren wurden Quecksilberschalter in erste bewegungssensitive Steuergeräte für Computer eingebaut. Es gab beispielsweise einige Joystick-Modelle, die neigungssensitiv waren und aufgrund der Quecksilberschalter ohne Mikroschalter oder Potentiometer auskamen. Sie gelten als die prinzipiellen Vorläufer von bewegungs- und beschleunigungssensitiven Controllern, wie sie beispielsweise an Nintendos Wii-Konsole zum Einsatz kommen.

## Umweltrelevanz
Aufgrund der Giftigkeit des Quecksilbers beim Zerbrechen und der damit verbundenen Probleme bei der Entsorgung alter Elektrogeräte werden Quecksilberschalter nur noch selten verwendet. Um das Risiko des Zerbrechens der Glasröhre und damit des Austretens von Quecksilber zu reduzieren, wurden Quecksilberschalter in jüngerer Zeit häufig zusätzlich mit einer Kunststoffkapsel umgeben. Quecksilberschalter dürfen seit März 2005 auf Grund der RoHS-Richtlinien in der EU nur noch in Ausnahmefällen verwendet werden.
Quecksilberschalter können heute durch quecksilberfreie Alternativen ersetzt werden. Beispiel ist eine Metallkugel, die in Abhängigkeit von ihrer Lage ein Kontaktpaar schließt. Sie hat allerdings keine vergleichbare Kontaktbelastbarkeit. Eine Möglichkeit ist auch, das Quecksilber durch andere Flüssigkeiten zu ersetzen. Weitere Alternativen sind mikromechanisch-elektronische Beschleunigungssensoren.